# Cayo Mégano Grande
Cayo Mégano Grande es el nombre que recibe una isla en la República de Cuba, geográficamente hace parte del archipiélago de Sabana-Camagüey en la sección llamada Camagüey. Posee una superficie estimada en 8 kilómetros cuadrados y administrativamente es parte de la provincia cubana de Camagüey en el este de Cuba. Se localiza a 2 kilómetros de Cayo Cruz en las coordenadas geográficas 22°19′53″N 77°54′59″O / 22.33139, -77.91639 Posee un acuario marino y las aguas que lo rodean son de poca profundidad.